# Степуры
Степуры (бел. Сцяпу́ры) — деревня в Копыльском районе Минской области Беларуси. В составе Тимковичского сельсовета.

## География
Ближайшие населённые пункты Богуши, Коловка, Колодезное и др.

## История
В 1908 году застенок Сцепуры в Тимковичской волости Слуцкого уезда Минской губернии.
До 23 марта 1987 года деревня входила в состав Тимковичского сельсовета, до 28 мая 2013 года — в состав Великораевского сельсовета.

## Население

### Численность
- 2019 год — 36 жителей

### Динамика
- 1908 год — 187 жителей, 33 дворов (застенок Сцепуры)[3]
- 1999 год — 98 жителей (перепись населения)
- 2009 год — 64 жителей (перепись населения)[3]
- 2019 год — 36 жителей (перепись населения)

## Улицы
- Несвижская
- Центральная

## Достопримечательность
- Недалеко расположен памятник Партизанскому отряду Буденного, отряду Чапаева и отряду Котовского. Между Степуры и Чирвоный Партизан.

## Галерея

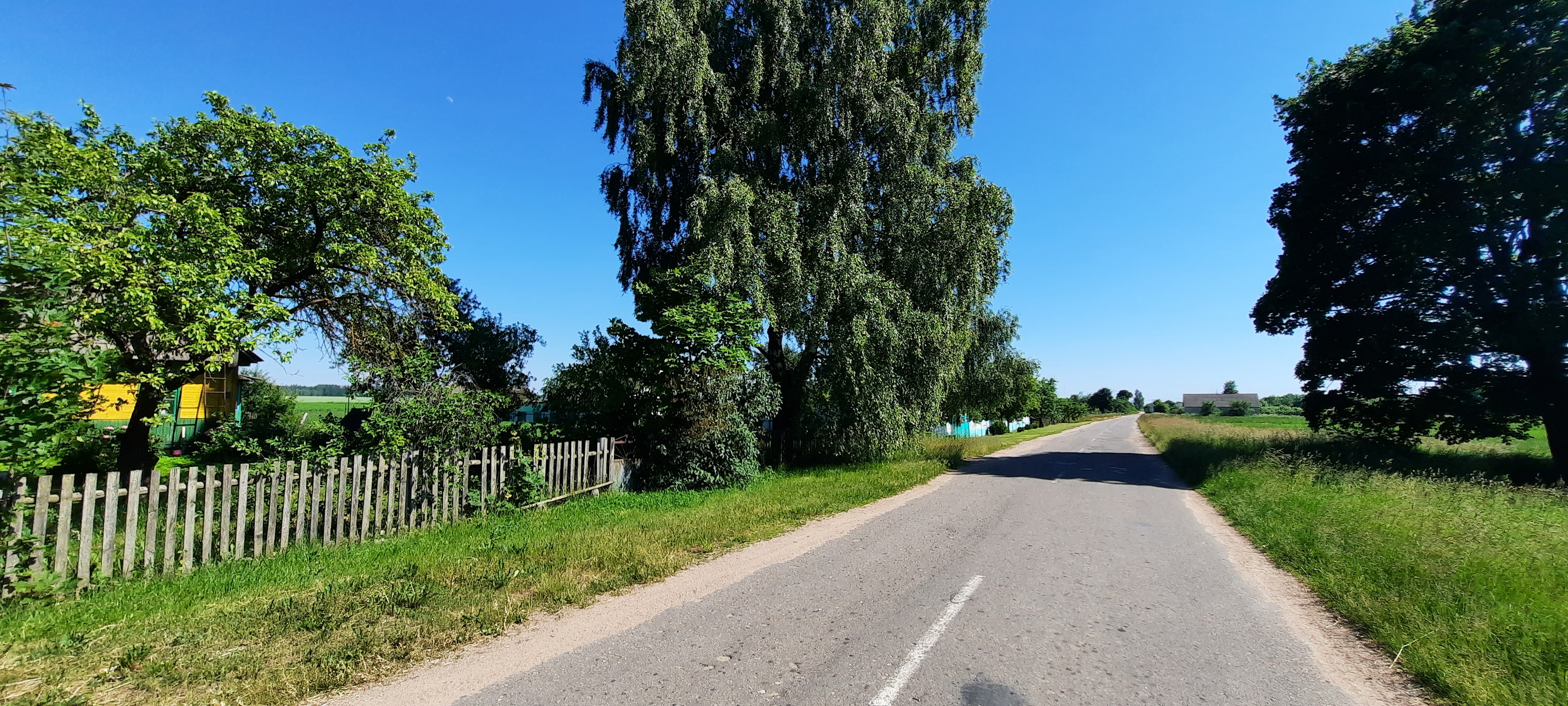
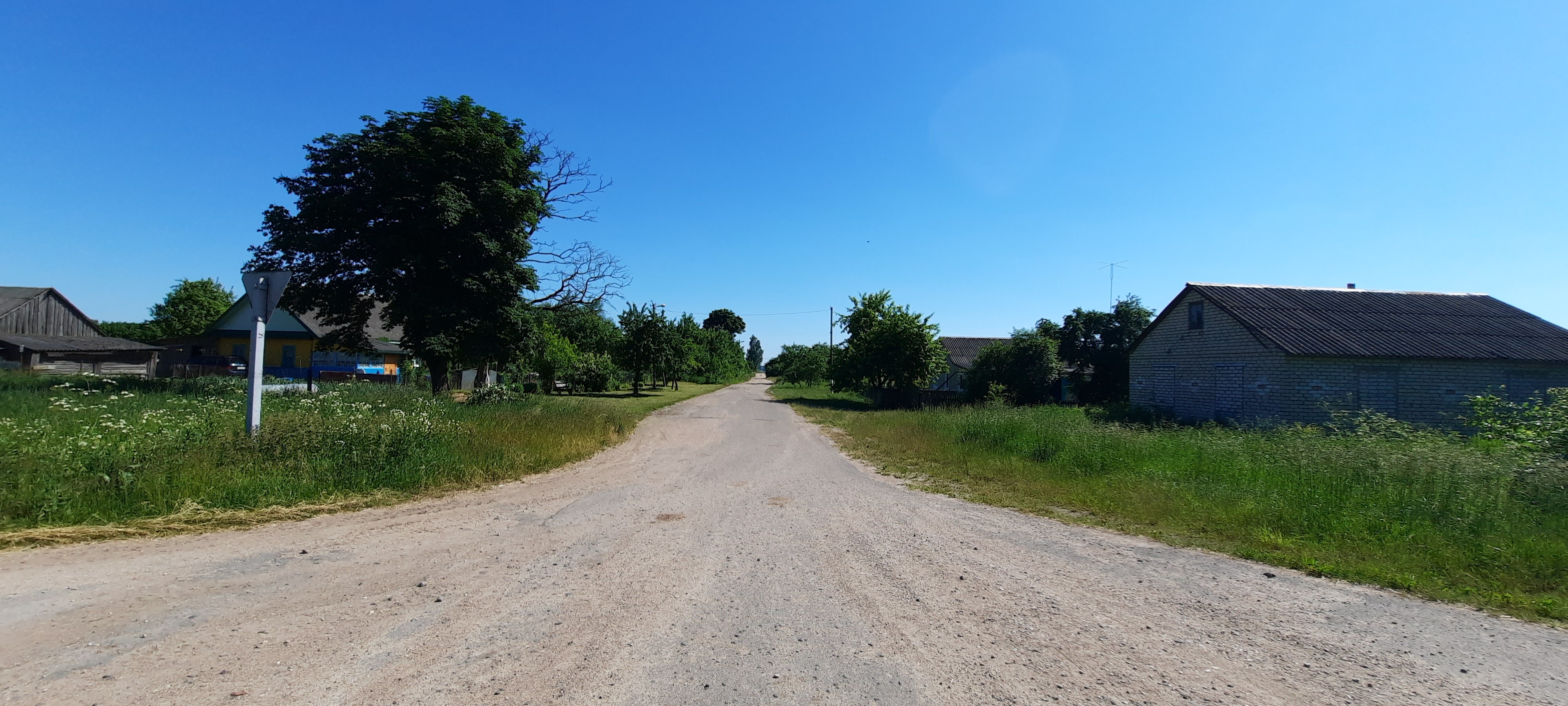

## Известные лица
- Бокун, Иван Антонович (род. 1934) — белорусский учёный в области теплоэнергетики.
- Белявский, Сергей Анатольевич (род. 1992) — белорусский художник, историк.
- Степуро, Мечеслав Францевич (род. 1947) — белорусский учёный. Доктор сельскохозяйственных наук.